# Grimmia saxicola
Grimmia saxicola là một loài Rêu trong họ Grimmiaceae. Loài này được (F. Weber & D. Mohr) Hook. & Taylor mô tả khoa học đầu tiên năm 1818.